# Флаг Таштагольского района
Флаг Таштаго́льского муниципального райо́на Кемеровской области Российской Федерации — опознавательно-правовой знак, служащий официальным символом муниципального образования.
Ныне действующий флаг утверждён решением Совета народных депутатов Таштагольского муниципального района от 25 февраля 2020 года № 112−рр и внесён в Государственный геральдический регистр Российской Федерации с присвоением регистрационного номера 12989.

## Описание
«Прямоугольное двухстороннее полотнище с отношением ширины к длине 2:3, воспроизводящее фигуры герба Таштагольского муниципального района, выполненные синим, зелёным, чёрным и белым цветом».
Описание герба: «В лазоревом поле зелёная повышенная, тонко окаймлённая серебром гора о трёх вершинах, средняя из которых выше, обременённая внизу чёрной и серебряной рассечённой горой о двух вершинах, поверх которой накрест положены два молота переменных с горой цветов, и сопровождённая над седловиной поверх зелёной горы серебряной снежинкой».

## Обоснование символики
Таштагольский муниципальный район — один из молодых в области. Он образован в 1983 году. Территория района является местом расселения шорцев, коренного малого народа. В раннем средневековье на эти земли вторглись тюркоязычные племена. Смешиваясь с коренными жителями (предками кетов) они сформировали шорский этнос. Первые письменные сведения о шорцах относятся ко времени появления здесь русских землепроходцев, то есть к XVII веку. До этого шорцы, занимаясь охотой, рыбной ловлей и ремёслами, находились в зоне культурного, экономического и политического влияния со стороны соседних народов и государств (в основном, тюркоязычных ханств).
Таштагольский муниципальный район расположен на юге Кемеровской области — Кузбасса. Он занимает территорию географической области Горная Шория, находящейся на стыке Алтайской и Саянской горной систем. Горы здесь невысокие (в среднем 500—1600 метров выше уровня океана), почти полностью покрытые тайгой. Горная Шория богата полезными ископаемыми, в особенности железной и марганцевой рудой (месторождения разрабатываются). Появление многих населённых пунктов связано с разработкой местных рудников.
Однако главное богатство района — окружающая природа. Более трети его территории занято Шорским национальным парком, созданным для охраны экосистемы горной тайги. Горно-таёжная местность Шорского национального парка привлекает множество посетителей. Здесь проложены пешие и конные трассы, которые знакомят туристов с интересными и живописными природными достопримечательностями: озёрами, водопадами, горными ручьями и реками, скалами и пещерами.
В настоящее время Таштагольский район стал центром горнолыжного спорта не только в Кемеровской области — Кузбассе, но и в России. На территории района расположен один из популярнейших горнолыжных курортов — посёлок Шерегеш. Это место известно своими специально оборудованными трассами, современной инфраструктурой. Здесь проводятся соревнования различного уровня по горнолыжным видам спорта и сноуборду.
Зелёная гора о трёх вершинах символизирует горную местность, покрытую вечнозелёной тайгой, а серебряная (белая) кайма — снежный покров.
Гора чёрного цвета символизирует преобладающую отрасль хозяйствования — добычу железной руды, а серебряная (белая) гора и снежинка, аллегорически показывают развитие горнолыжного спорта и сноуборда.
Перекрещённые молотки переменных цветов символизируют союз науки (серебряный) и горного дела (чёрный).
Примененные в гербе цвета дополняют его символику:
синий цвет — символ небесной чистоты, возвышенных устремлений, взаимоуважения и согласия в обществе;
зелёный цвет — символ необъятных просторов тайги, роста, надежды, молодости и здоровья;
чёрный цвет — символ мудрости, скромности, вечности бытия;
белый цвет (серебро) — символ чистоты, открытости, божественной мудрости, мира.

## Первый флаг
Первый флаг Таштагольского муниципального района был утверждён решением Таштагольского районного Совета народных депутатов от 25 сентября 2007 года № 167−рр.
«Флаг представляет собой прямоугольное полотнище с соотношением ширины флага к его длине 2:3.
В середине флага расположена снежинка, представляющая собой шорский национальный орнамент, завёрнутый по кругу, что символизирует собой зимние виды спорта и туризма.
В центре снежинки равносторонний треугольник — символ железа — химического элемента, благодаря разведке и добыче которого появился город Таштагол.
По ширине флаг делится на три части.
Средняя — в два раза шире крайних. Нижняя часть — красного цвета, центральная — зелёная, верхняя — голубая. Снежинка и треугольник — белые».